# Médiathèque de la Canopée
La médiathèque de la Canopée est une bibliothèque municipale de prêt de la ville de Paris, créée en 2016 dans l'aile Nord du nouveau bâtiment de La Canopée. Elle est située au 10 passage de la Canopée, dans le Forum des Halles. Ses collections s'adressent à la fois aux adultes et aux enfants. Les spécialités documentaires de la médiathèque sont les cultures numériques, les cultures sourdes, les cultures urbaines et un petit fonds sur l'écologie.

## Histoire
Le chantier de reconstruction de la Canopée des Halles a duré six ans.
Le projet culturel de la médiathèque a été créé en 2010, et était centré sur les 18-35 ans. Il devait remplacer l'ancienne bibliothèque jeunesse La fontaine, ainsi que la bibliothèque Louvre. Les oppositions syndicales ont amené la Ville de Paris a réévaluer le projet dès l'arrivée de l'équipe de bibliothécaires en 2013, qui se l'est approprié et l'a adapté aux problématiques du quartier et des publics.
L'établissement a été pensé pour desservir différents types de publics :
- habitants du quartier du 1er arrondissement, notamment les familles ;
- actifs du quartier des Halles ;
- usagers des équipements et utilisateurs du forum des Halles actuel (Médiathèque Musicale de Paris, bibliothèque François Truffaut, Forum des Images, commerces du Forum des Halles) ;
- usagers des futurs équipements voisins, en particulier du centre Hip Hop La Place et de la Maison des Pratiques Artistiques Amateurs ;
- usagers des transports en commun du hub des Halles ;
- publics sourds, qui fréquentent historiquement la zone de Châtelet les Halles à Paris ;
- les jeunes et jeunes adultes (« génération Y »).

En 2019, la médiathèque a été amenée à repenser l'usage de son mobilier par le public la fréquentant.

## La bibliothèque aujourd'hui
La médiathèque de la Canopée ouvre ses portes le 6 avril 2016.
Directeur :
2013-septembre 2017: Romain Gaillard
2017-2024 : Sophie Bobet
Depuis 2024 : Mireille Choffrut
Établie sur 1 050 m2 ouverts au public, la médiathèque propose trois espaces modernes, chaleureux et accueillants.
- L’espace 3C : connecté, créativité, convivialité

D’une surface de 375 m2 il est consacré aux animations, aux ateliers, à l’accueil. Il offre un espace chaleureux de convivialité où l’on peut consommer entre amis ou en famille une boisson chaude ou froide. Il est possible d’y téléphoner, d’y discuter… sans craindre de rompre le silence. Un bar à mangas vient compléter l’accueil dans cette première zone de la bibliothèque. On y organise des projections, débats et spectacles vivants. Dans cet espace sont également organisés des ateliers avec les postes multimédias ou des machines à commande numérique tels que les imprimantes 3D, legos Mindstorm, jeux vidéo…
- Côté jardin

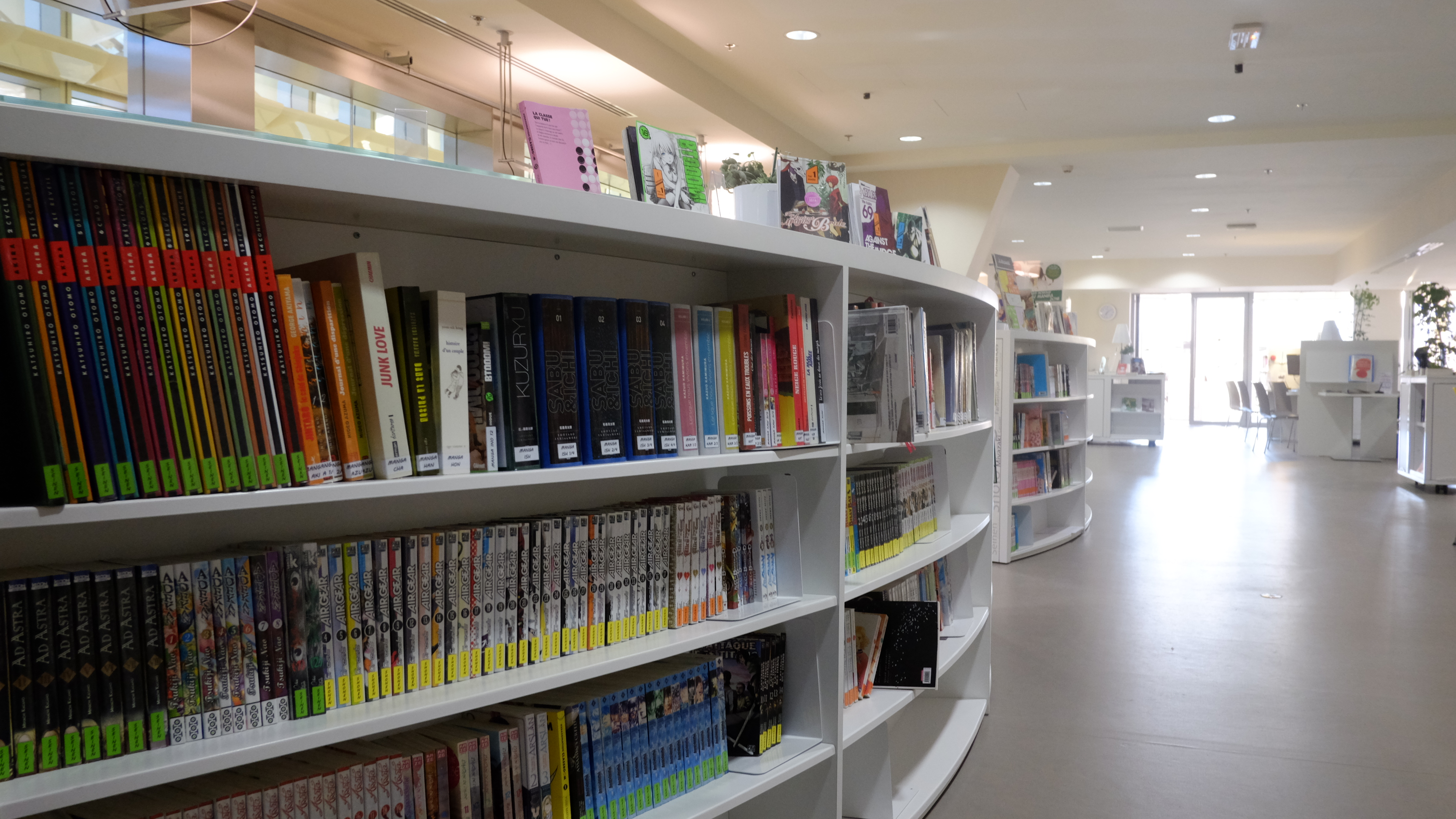
Vue sur le bar à manga de l'espace 3C de la médiathèque de la Canopée

Cet espace à l’ambiance plus traditionnelle est propice à la lecture dans le calme de la presse ou des livres. D’une surface de 380 m2 et doté d’une grande baie vitrée, il offre dans un cadre reposant une vue panoramique sur l’église Saint-Eustache et le jardin Nelson Mandela. L’essentiel des collections ainsi que de nombreuses places assises confortables sont disposées dans cette zone.
- L’espace imaginaire

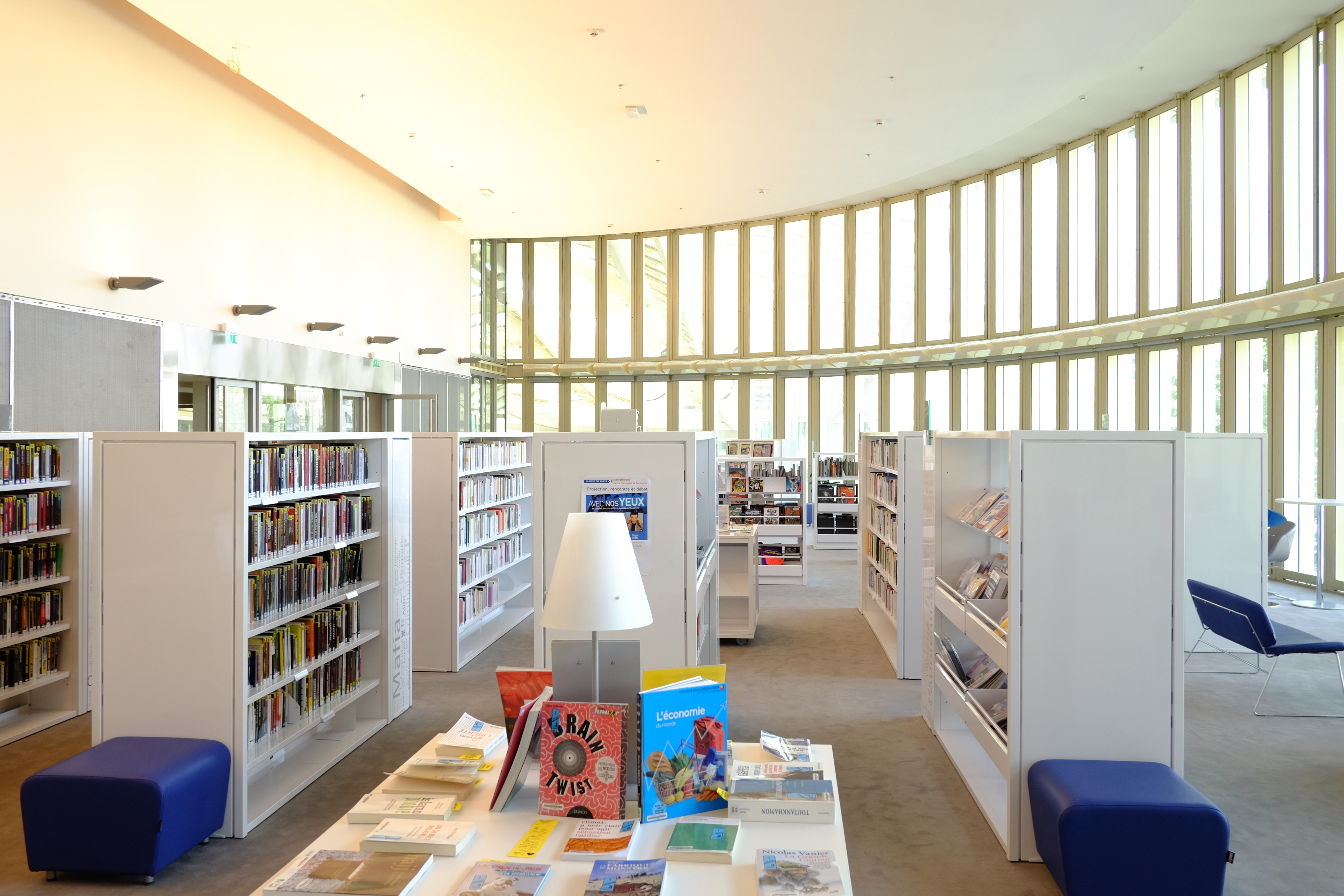
Vue sur les étagères de l'Espace Jardin de la médiathèque de la Canopée

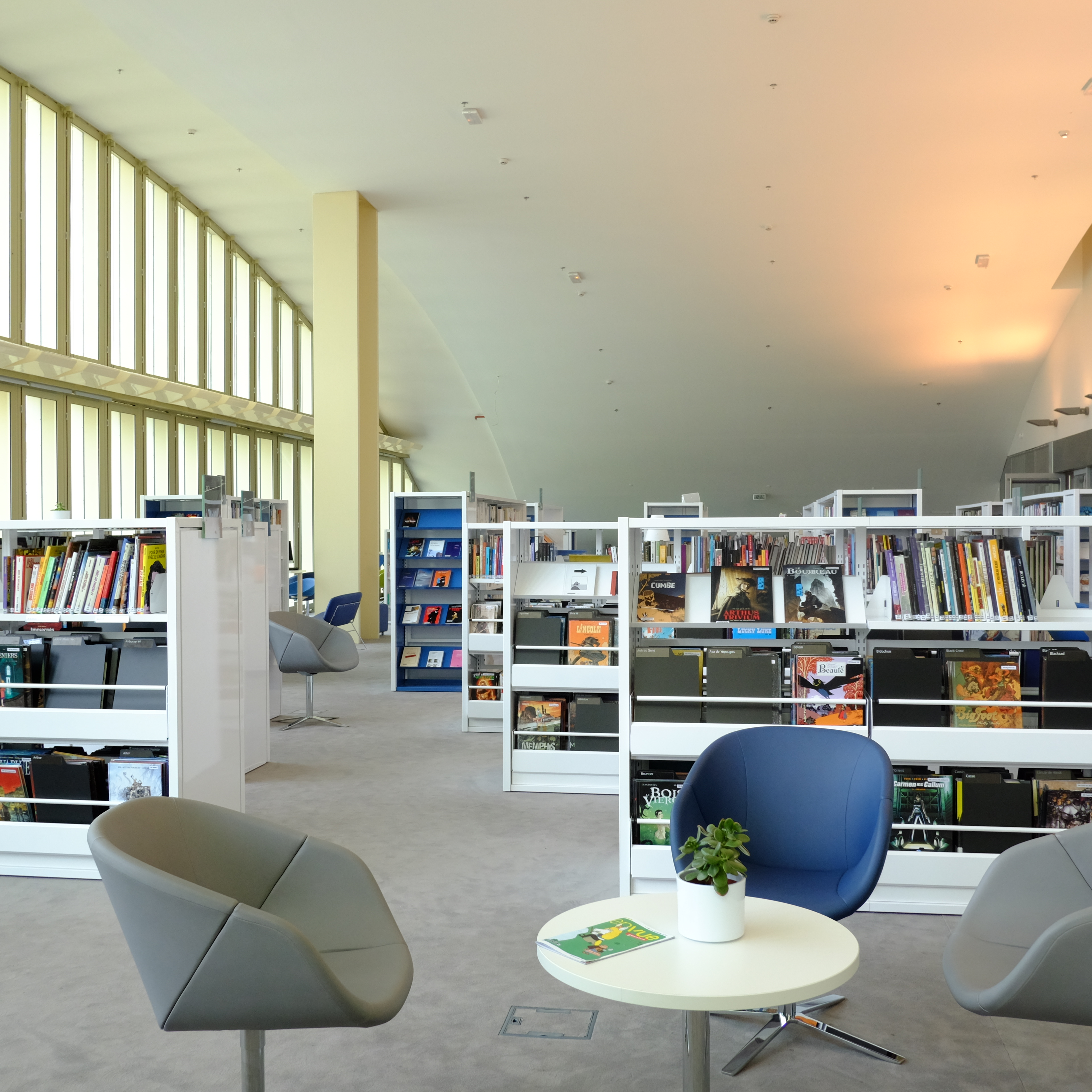
Vue sur les étagères et le coin lecture de l'Espace Jardin de la médiathèque de la Canopée

Cet espace pour les enfants de 135 m2 rassemble l’essentiel des collections destinées à la jeunesse dans un cadre permettant la lecture individuelle ou en famille.Il se veut un lieu chaleureux, de vie et d’éveil, développant la créativité des enfants et les rendant acteurs de l’animation et du choix des collections. Il est destiné à accueillir les enfants de la naissance à la préadolescence.

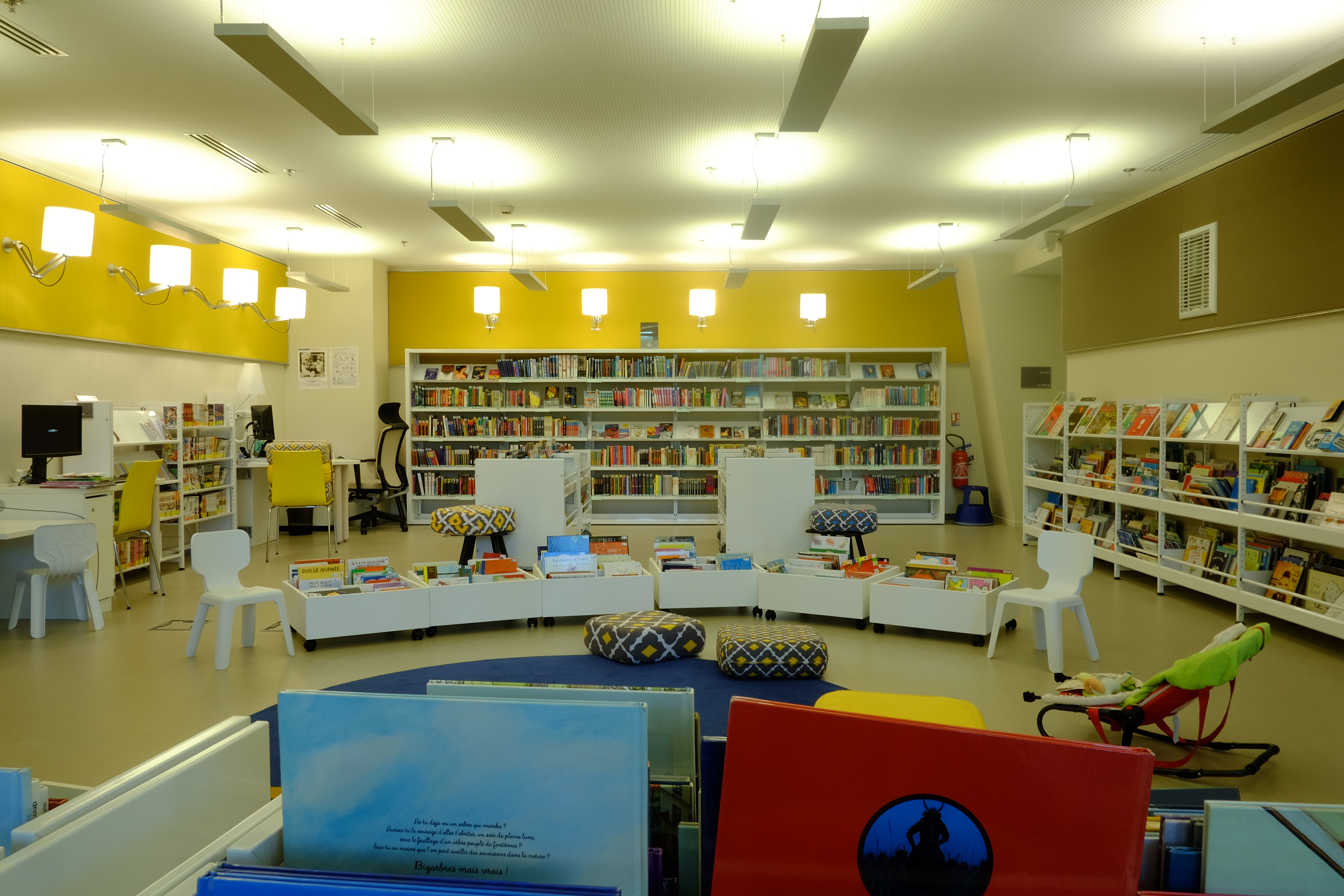
Vue sur les bacs à livres et les étagères de l'Espace Imaginaire de la médiathèque de la Canopée

## Services et activités
La médiathèque pratique le prêt et le retour automatisé: les usagers sont invités à faire leur emprunts et leur retour de livres via les 3 automates situés à l'entrée de la médiathèque. Elle compte 10 postes multimédias, accessibles avec la carte de bibliothèque (délivrée gratuitement sur présentation d'une pièce d'identité). Elle a également une grainothèque, une armoire à troc de livres, et 2 babyfoots. Elle dispose d'une armoire à jeux de société, qui peuvent être joués sur place. Elle prête des liseuses, comme d'autres bibliothèques à Paris. Elle fait partie des 7 bibliothèques municipales de prêts de Paris ouvertes le dimanche.
Elle fait partie des bibliothèques à proposer le service « Port'âge » : des volontaires en service civique apportent aux domiciles de personnes âgées et/ ou en incapacité de se déplacer des documents (livres, cd, textes lus, magazines.;.).
En termes d'animations, la médiathèque propose de l'aide numérique, des ateliers de conversation, des spectacles, des conférences, de projections. Les axes de programmation sont basés sur le participatif, le militantisme et l'actualité, la mise en valeur des cultures numériques, urbaines et sourdes.

## Collections
La médiathèque compte environ 37 500 documents dont principalement :
- 1 000 DVD familiaux ;
- 11 500 documents tous supports pour les enfants ;
- 6 000 romans pour adultes orientés vers l’actualité éditoriale (pas d'ouvrages publiés avant 1930) ;
- 4 000 ouvrages documentaires orientés vers les loisirs, la vie pratique, le monde contemporain ;
- 7 000 BD et mangas ;
- 3 000 documents pour le fonds spécialisé « cultures urbaines » ;
- 600 documents pour le fonds spécialisé « cultures numériques » ;
- 2 500 romans de science-fiction, fantasy et fantastique ;
- 1 700 romans en langues étrangères (anglais, espagnol, japonais) ;
- 150 abonnements à des revues et des magazines pour les adultes et la jeunesse.

## Publics sourds et malentendants
L’accessibilité de l'établissement pour les Sourds est au cœur du projet. L’équipe est formée à l’accueil en langue des signes française et comprend trois agents sourds. La culture Sourde est valorisée via les collections et les actions culturelles: ateliers de découverte de la langue des signes, conférences sur la culture sourde, projections de films avec la présence d’interprètes professionnels pour la plupart des animations.
La médiathèque fait partie des pôles Sourds des bibliothèques de la Ville de Paris, et à ce titre, contribue sur le blog collectif BiblioPi.